# 石川翔二
石川 翔二（いしかわ しょうじ、1982年9月26日 - ）は、沖縄県出身の元サッカー選手。現ビーチサッカー選手。ポジションはDF。ポジションはアラ。元ビーチサッカー日本代表。